# Armand Duplantis
Armand Gustav Duplantis (conocido como Mondo Duplantis; Lafayette, Estados Unidos, 10 de noviembre de 1999) es un deportista sueco que compite en atletismo, especialista en la prueba de salto con pértiga. Posee el récord mundial absoluto de su especialidad (6,29 m).
Participó en dos Juegos Olímpicos de Verano, obteniendo dos medallas de oro, en Tokio 2020 y París 2024, ambas en el salto con pértiga.
Ganó tres medallas en el Campeonato Mundial de Atletismo entre los años 2019 y 2023, y tres medallas de oro en el Campeonato Mundial de Atletismo en Pista Cubierta entre los años 2022 y 2025.
Además, obtuvo tres medallas de oro en el Campeonato Europeo de Atletismo entre los años 2018 y 2024, y una medalla de oro en el Campeonato Europeo de Atletismo en Pista Cubierta de 2021.
Consiguió el trofeo de la Liga de Diamante en cuatro ocasiones, acumulando 34 victorias en las reuniones de la Liga.
En 2025 recibió el Premio Laureus al «Mejor deportista mundial del año».

## Carrera deportiva
Nació en Lafayette, Luisiana, hijo de un pertiguista estadounidense y una heptatleta sueca. Empezó a practicar el atletismo a los seis años.
En categorías inferiores ganó la medalla de oro en el Campeonato Mundial Juvenil de 2015, el Campeonato Mundial Sub-20 de 2018 y el Campeonato Europeo Sub-20 de 2017. Ya en categoría absoluta, en el Campeonato Europeo de Atletismo de 2018 se llevó el oro con un salto de 6,05 m.
Se proclamó campeón olímpico en Tokio 2020 con un resultado de 6,02 m, superando al estadounidense Christopher Nilsen y al brasileño Thiago Braz, y en París 2024 con un salto de 6,25 m, por delante del estadounidense Sam Kendricks y del griego Emmanuíl Karalís.
Ha batido el récord mundial de salto de pértiga en varias ocasiones: en febrero de 2020 superó la marca que estaba en posesión del francés Renaud Lavillenie (6,16 m) con un registro de 6,17 m, una semana después subió un centímetro más (6,18 m). En julio de 2022 saltó 6,21 m en la final del Campeonato Mundial, marca que superó nuevamente en septiembre de 2023 con un salto de 6,23 m, en abril de 2024 con 6,24 m, en la final de los Juegos Olímpicos de París 2024 con 6,25 m, en agosto de 2024 con un salto de 6,26 m, en febrero de 2025 con un registro bajo techo de 6,27 m, en junio de ese mismo año con un salto de 6,28 m y dos meses después, en agosto, con un salto de 6,29 m. Anteriormente, había establecido una plusmarca mundial en pista cubierta (6,20 m) en el Campeonato Mundial de 2022.
Fue nombrado «Atleta del año» por World Athletics en 2020 y 2022. En 2024 fue elegido «Atleta Mundial del Año» por la BBC y «Deportista del Año» por la Asociación Internacional de la Prensa Deportiva (AIPS). La Academia Sueca del Deporte lo nombró «Deportista del Año» en cinco ocasiones: 2019, 2021, 2022, 2024 y 2025.

## Palmarés internacional
| Juegos Olímpicos                     | Juegos Olímpicos        | Juegos Olímpicos | Juegos Olímpicos  |
| Año                                  | Lugar                   | Medalla          | Prueba            |
| ------------------------------------ | ----------------------- | ---------------- | ----------------- |
| 2020                                 | Tokio (Japón)           | Medalla de oro   | Salto con pértiga |
| 2024                                 | París (Francia)         | Medalla de oro   | Salto con pértiga |
| Campeonato Mundial                   |                         |                  |                   |
| Año                                  | Lugar                   | Medalla          | Prueba            |
| 2019                                 | Doha (Catar)            | Medalla de plata | Salto con pértiga |
| 2022                                 | Eugene (Estados Unidos) | Medalla de oro   | Salto con pértiga |
| 2023                                 | Budapest (Hungría)      | Medalla de oro   | Salto con pértiga |
| Campeonato Mundial en Pista Cubierta |                         |                  |                   |
| Año                                  | Lugar                   | Medalla          | Prueba            |
| 2022                                 | Belgrado (Serbia)       | Medalla de oro   | Salto con pértiga |
| 2024                                 | Glasgow (Reino Unido)   | Medalla de oro   | Salto con pértiga |
| 2025                                 | Nankín (China)          | Medalla de oro   | Salto con pértiga |
| Campeonato Europeo                   |                         |                  |                   |
| Año                                  | Lugar                   | Medalla          | Prueba            |
| 2018                                 | Berlín (Alemania)       | Medalla de oro   | Salto con pértiga |
| 2022                                 | Múnich (Alemania)       | Medalla de oro   | Salto con pértiga |
| 2024                                 | Roma (Italia)           | Medalla de oro   | Salto con pértiga |
| Campeonato Europeo en Pista Cubierta |                         |                  |                   |
| Año                                  | Lugar                   | Medalla          | Prueba            |
| 2021                                 | Toruń (Polonia)         | Medalla de oro   | Salto con pértiga |